# Проста двочастинна форма
Проста двочастинна форма — музична форма, складається з двох частин, перша з яких є періодом, а друга не містить форм складніших, ніж період.
Розрізняють репризну та безрепризну двочастинну форму.
- Безрепризна двочастинна форма характеризується схемою AB — вона складається з двох різнотемним частин. Прототипом простої двочастинної форми вважають фольклорні жанри, що засновані на використанні структури параперіодичності (ААВВ).
- Репризна двочастинна форма має структуру а а | b а, з проведенням у репризі одного речення, іноді розширеного. 2-а частина в цьому типі форми не утворює періоду.

Проста двочастинна форма найчастіше є розділом складнішої (наприклад, перша або друга частина в складній тричастинній формі, епізод в рондо, тема варіацій та ін.), проте може існувати як окремий твір — в інструментальній або вокальній мініатюрі. Приклад такого використання цієї форми — Багателі Л. Бетховена, п'єси з «Альбому для юнацтва» Р. Шумана, деякі романси, наприклад «Бузок» Сергія Рахманінова та інші твори. У вокальній музиці проста двочастинна форма часто використовується як форма куплету.